# Everton Clarke
Everton Clarke (né le 24 décembre 1992) est un athlète jamaïcain, spécialiste des épreuves de sprint. 

## Biographie
Il remporte la médaille de bronze du relais 4 × 100 mètres lors des Jeux du Commonwealth de 2018, à Gold Coast.

## Palmarès
| Date | Compétition                | Lieu       | Résultat | Épreuve   | Temps         |
| ---- | -------------------------- | ---------- | -------- | --------- | ------------- |
| 2014 | Championnats NACAC espoirs | Kamloops   | 3e       | 200 m     | 20 s 51       |
| 2014 | Championnats NACAC espoirs | Kamloops   | 2e       | 4 × 100 m | 38 s 78       |
| 2014 | Championnats NACAC espoirs | Kamloops   | 4e       | 4 × 400 m | 3 min 14 s 66 |
| 2018 | Jeux du Commonwealth       | Gold Coast | 3e       | 4 × 100 m | 38 s 35       |

## Records
| Épreuve | Temps   | Lieu     | Date             |
| ------- | ------- | -------- | ---------------- |
| 100 m   | 10 s 08 | Kingston | 2 juillet 2016   |
| 200 m   | 20 s 45 | Kingston | 1er juillet 2016 |